# Runolist
Runolist (lat. Leontopodium) je rod trajnica iz porodice Compositae kojemu pripada oko 60 vrsta. Na području Hrvatske raste planinski ili krški runolist L. nivale subsp. alpinum (sin. Leontopodium alpinum), gdje je zaštićena Zakonom o zaštiti prirode 1952.g. na svim prirodnim nalazištima.
Rasprostranjena je od Engleske, na jug do Sredozemlja, a u Hrvatskoj na gorskim predjelima Dinarida. Vrsta obrašćuje pukotine i police vapnenačkih stijena predplaninskog i planinskog pojasa Dinarskog gorja, i to uglavnom na sjevernim stranama, ali se u višim dijelovima mjestimično javlja i na kamenjarskim travnjacima, npr. na području Zavižana na Velebitu. Raste u opsegu endemičnih biljnih zajednica iz sveze Micromerion croaticae, npr. u as. Asplenio-Silenietum hayekianae. Biljka je trajnica koja se razmnožava sjemenom, ali se obnavlja i iz korijena.

## Vrste
1. Leontopodium andersonii C. B. Clarke
2. Leontopodium antennarioides Soczava
3. Leontopodium artemisiifolium (H. Lév.) Beauverd
4. Leontopodium aurantiacum Hand.-Mazz.
5. Leontopodium blagoveshczenskyi Vorosch.
6. Leontopodium brachyactis Gand.
7. Leontopodium caespitosum Diels
8. Leontopodium calocephalum (Franch.) Beauverd
9. Leontopodium campestre (Ledeb.) Hand.-Mazz.
10. Leontopodium charkeviczii Barkalov
11. Leontopodium conglobatum (Turcz.) Hand.-Mazz.
12. Leontopodium coreanum Nakai
13. Leontopodium dedekensii (Bureau & Franch.) Beauverd
14. Leontopodium delavayanum Hand.-Mazz.
15. Leontopodium discolor Beauverd
16. Leontopodium fangingense Y. Ling
17. Leontopodium fauriei (Beauverd) Hand.-Mazz.
18. Leontopodium forrestianum Hand.-Mazz.
19. Leontopodium franchetii Beauverd
20. Leontopodium giraldii Diels
21. Leontopodium haastioides Hand.-Mazz.
22. Leontopodium haplophylloides Hand.-Mazz.
23. Leontopodium hayachinense (Takeda) Hara & Kitam.
24. Leontopodium himalayanum DC.
25. Leontopodium jacotianum Beauverd
26. Leontopodium japonicum Miq.
27. Leontopodium junpeianum Kitam.
28. Leontopodium kamtschaticum Kom.
29. Leontopodium kurilense Takeda
30. Leontopodium leontopodioides (Willd.) Beauverd
31. Leontopodium lingianum (Y. L. Chen) Dickoré
32. Leontopodium makianum Kitam.
33. Leontopodium microphyllum Hayata
34. Leontopodium monocephalum Edgew.
35. Leontopodium montisganeshii S. Akiyama
36. Leontopodium muscoides Hand.-Mazz.
37. Leontopodium nanum (Hook. fil. & Thomson) Hand.-Mazz.
38. Leontopodium nivale (Ten.) A. Huet ex Hand.-Mazz.
39. Leontopodium ochroleucum Beauverd
40. Leontopodium omeiense Y. Ling
41. Leontopodium palibinianum Beauverd
42. Leontopodium paradoxum J. R. Drumm.
43. Leontopodium pusillum (Beauverd) Hand.-Mazz.
44. Leontopodium roseum Hand.-Mazz.
45. Leontopodium schlothauerae Barkalov
46. Leontopodium seorakensis Y. S. Lim, Hyun, Y. D. Kim & H. C. Shin
47. Leontopodium shinanense Kitam.
48. Leontopodium sinense Hemsl.
49. Leontopodium smithianum Hand.-Mazz.
50. Leontopodium souliei Beauverd
51. Leontopodium stellatum A. P. Khokhr.
52. Leontopodium stoloniferum Hand.-Mazz.
53. Leontopodium stracheyi (Hook. fil.) C. B. Clarke ex Hemsl.
54. Leontopodium suffruticosum Y. L. Chen
55. Leontopodium villosulum A. P. Khokhr.
56. Leontopodium villosum Hand.-Mazz.
57. Leontopodium wilsonii Beauverd

## Sinonimi
- Simlera Bubani
- Sinoleontopodium Y.L.Chen